# Stilobezzia erectiseta
Stilobezzia erectiseta är en tvåvingeart som beskrevs av Liu, Ge och Liu 1996. Stilobezzia erectiseta ingår i släktet Stilobezzia och familjen svidknott.
Artens utbredningsområde är Hainan (Kina). Inga underarter finns listade i Catalogue of Life.